# Некк
Жерлови́на (некк, от англ. neck — горлышко, шея) — столбообразное тело, сложенное относительно устойчивым к денудации материалом, заполняющим жерло вулкана (лаво- или магмоподводящий канал): лавой, пирокластолитами, туфолавой, туфами, лавобрекчиями, вулканическими брекчиями и др.
В поперечном сечении некки бывают округлыми, овальными и неправильных очертаний, размером от нескольких метров до 1,5 км и более. При разрушении рыхлого вулканического материала некки, сложенные обычно более твердыми породами, остаются, образуя характерные столбы. Породы, слагающие некки, обычно сильно изменены постмагматическими газо-гидротермами. Нередко некки являются рудовмещающими.

## Галерея

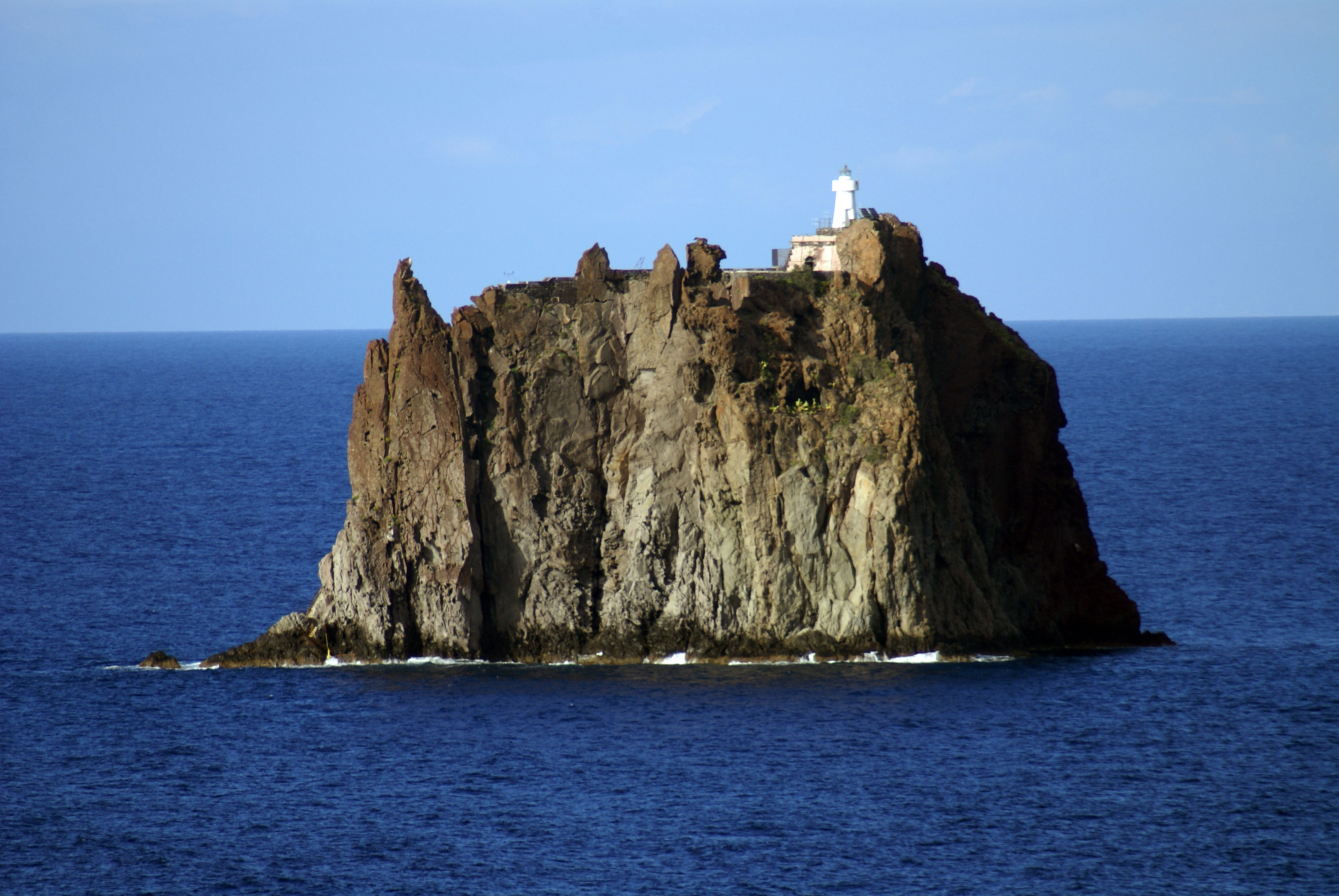
Остров Стромболиккьо
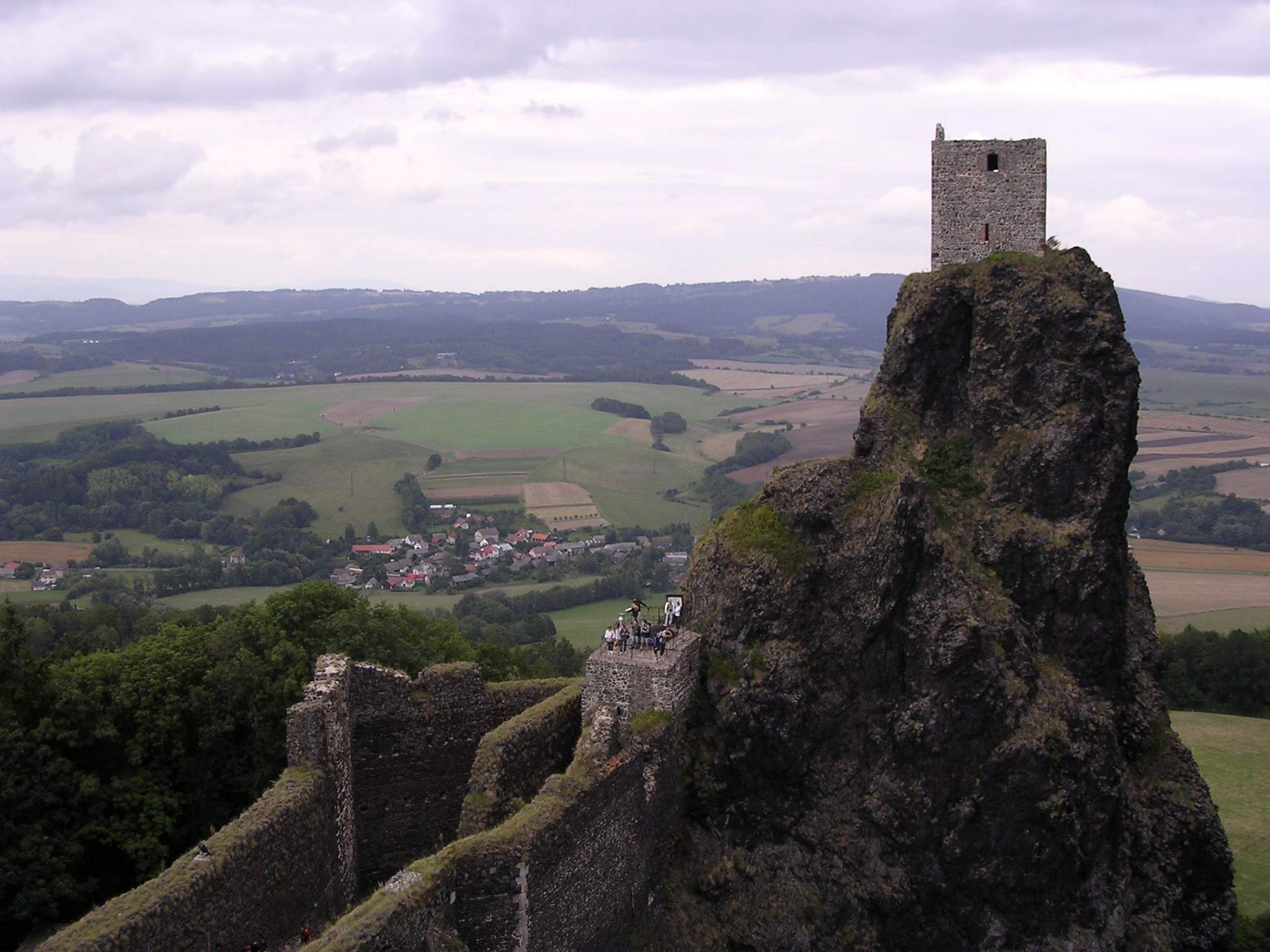
Замок Троски на вершине некка в Чехии
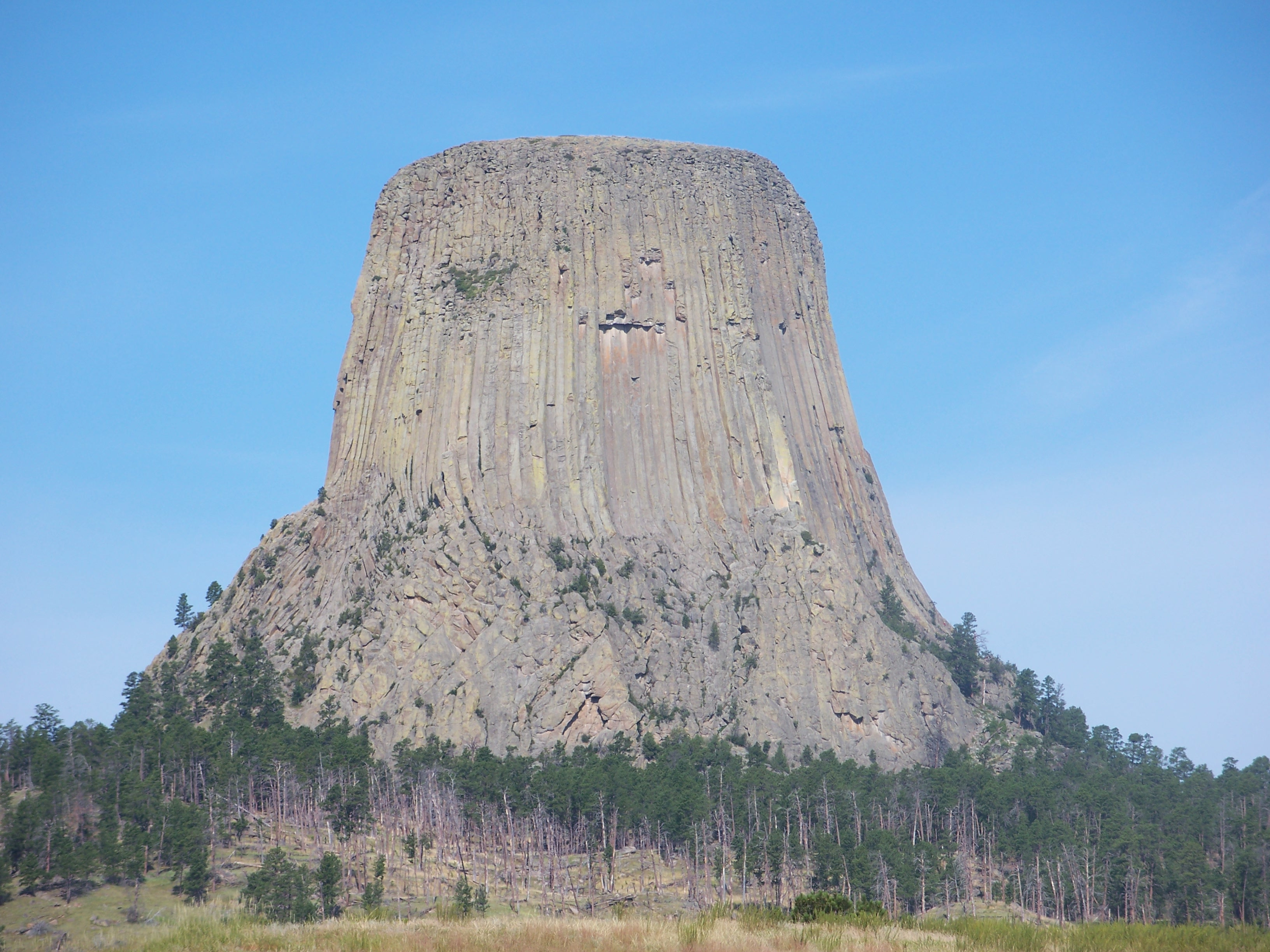
Башня Дьявола в США
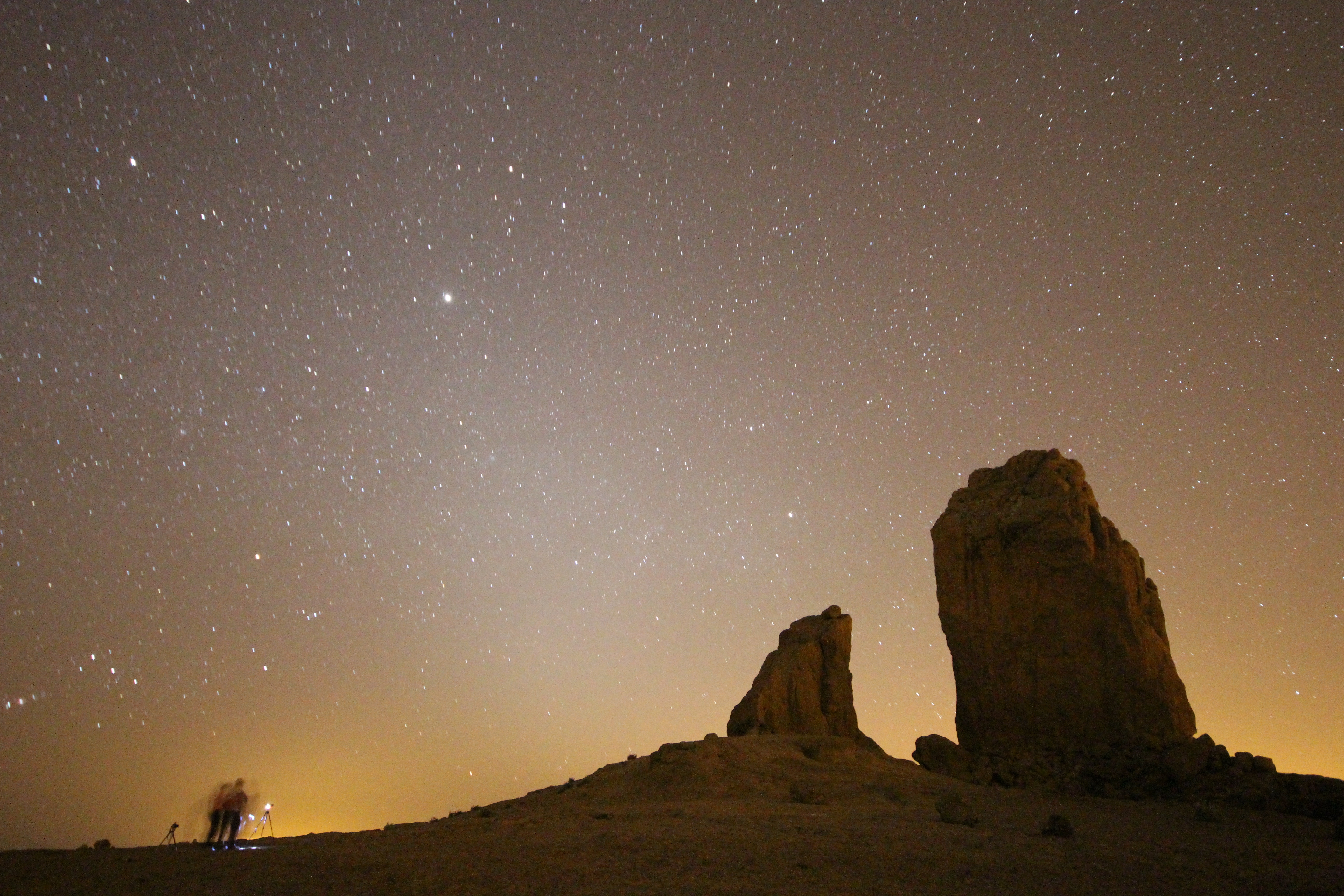
Скала Роке-Нубло на Канарских островах
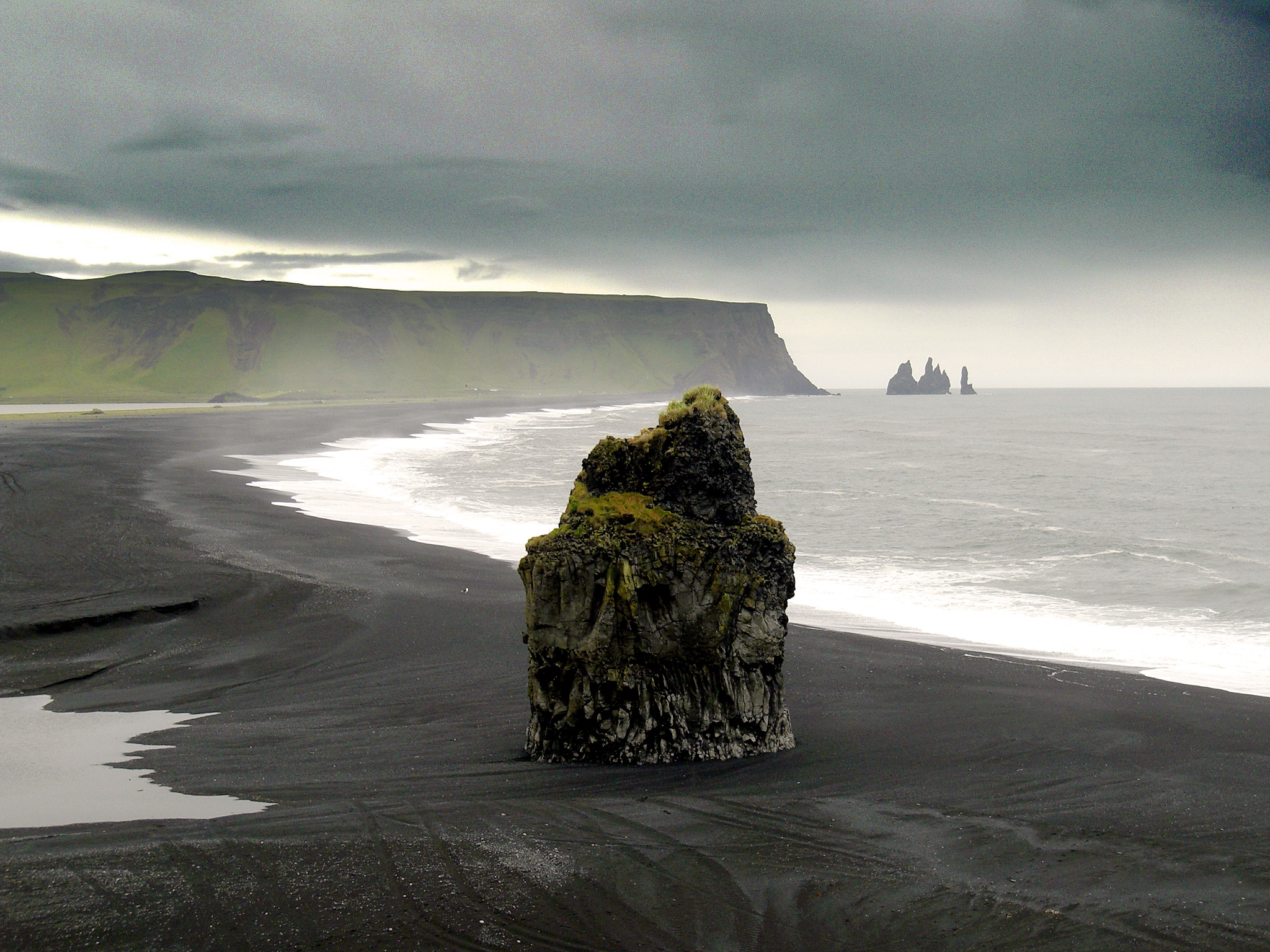
Некк на пляже Рейнисфьяра
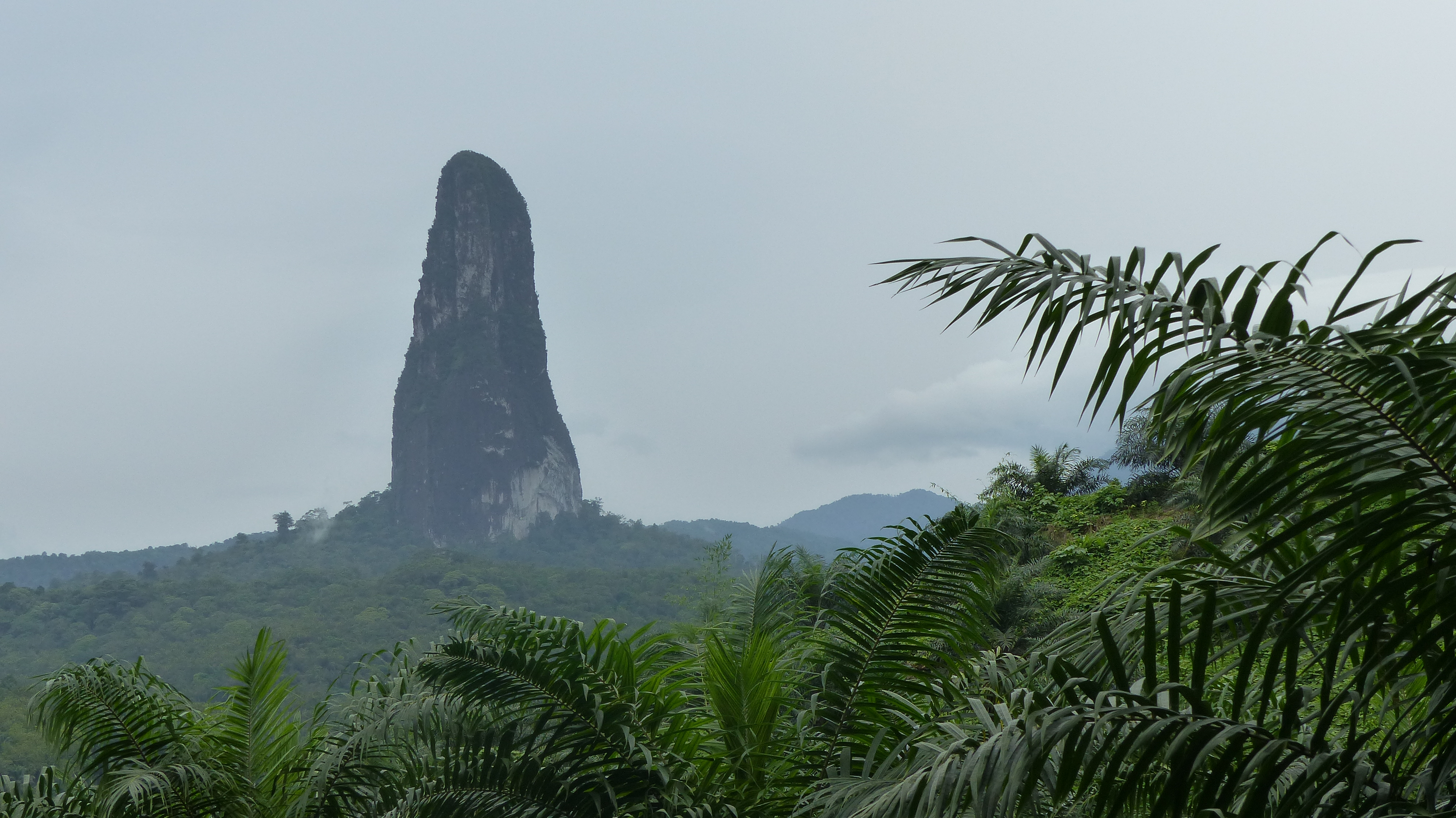
Пик Кан-Гранде высотой более 370 метров на острове Сан-Томе